# Corbichonia
Corbichonia es un género de plantas dicotiledóneas que pertenece a la familia de las lofiocarpáceas. Comprende dos especies, Corbichonia decumbens y Corbichonia rubriviolacea, distribuidas en el sudoeste de África.